# ドンバロフスキー
ドンバロフスキー（ロシア語: Домбаровский）は、ロシアのオレンブルク州ドンバロフスキー地区の村。
人口は2003年で9600人とされる。
酪農、印刷業、林業などが行われており、軍事基地が存在する。現在ではヤースヌイ宇宙基地の射場としても利用され、民間のロケットの打ち上げも行われている。

## 軍事基地
ドンバロフスキーには以下の航空隊が駐留していた。
- 412 IAP (第412要撃航空連隊) :1960年代初期にSu-9が、1970年代後半にはMiG-23Mが配備されていた。1993年に解体されている。
- 763 IAP (第763要撃航空連隊) :1991年にMiG-23が配備されていた[1]とされる

また、ロシア戦略ロケット軍第31ロケット軍第13ロケット師団の駐屯地であり、1960年代半ばに建築が始まりソビエト連邦の最大のICBM基地となっていた。座標は北緯50度45分59秒、東経59度32分40秒。初代基地司令官はドミトリー・チャプリギンであった。戦略ロケット軍の10個部隊がこの地域に駐留しており、6-10のサイロを運用していた。運用のピーク時には合計64機のミサイルサイロが存在した。
ロシアの報道によると2002年にはこの数は52に減っており、配備されているミサイルで最も多いのはRS-20型とその派生型であった。ミサイル基地の映像はグーグルアースで簡単に見ることができ、ジェティコリ湖の北東にミサイルサイロを見ることができる。近辺では3つの防壁のある建物が特徴的である。
2004年12月22日、ロケット軍はこの基地からカムチャツカ半島にR-36M2の試射を行った。現在では航空基地は放棄されて荒廃している。